# ميكروسوم
في بيولوجيا الخليّة، الميكروسومات عبارة عن قطع غير متجانسة تشبه الحويصلة، يبلغ قطرها (20-200 نانوميتر تقريبًا)، أُعيد تشكيلها من قطع الشبكة الإندوبلازميّة، عندما فُكِّكَت الخلايا حقيقيّة النّوى وفُحصت في المختبر؛ وُجد أنّ الميكروسومات لا تتواجد في الخليّة الحيّة السّليمة.
يمكن للميكروسومات أن تتركّز وتفصل عن الحطام الخلوي الآخر عن طريق عملية الطرد المركزي التّفاضليّ.ترسّب الخلايا غير المتكسّرة والنّواة والمايتوكندريا عند g10,000، بينما تظلّ الإنزيمات القابلة للذّوبان والشبكة الإندوبلازمية المجزّأة، التي تحتوي على السيتوكروم بي450، في المحلول (g هي رمز يشير إلى تسارع الجاذبيّة الأرضيّة).عند g100,000، يمكن تحقيقه من خلال دوران أسرع لجهاز الطرد المركزي، وتخرج رواسب الشبكة الإندوبلازميّة من المحلول على شكل حبيبات ولكن تظلّ الإنزيمات القابلة للذوبان في المادّة الطافية. بهذه الطّريقة، السيتوكروم بي450 الموجود في الكروموسومات يتركّز وينعزل. تتميّز الكروموسومات بلونها البنّيّ المحمرّ، بسبب وجود الهيم. نظرًا للحاجة إلى نظام بروتين متعدّد الأجزاء، فإنّ الميكروسومات ضروريّة لتحليل النشاط الأيضي لـلسيتوكروم بي450. هذه السيتوكرومات وفيرة للغاية في كبد الجرذان والفئران والبشر، ولكنّها موجودة أيضًا في جميع الأعضاء والكائنات الحيّة الأخرى.
للحصول على الميكروسومات التي تحتوي على كمّيّة معيّنة من سيتوكروم بي450 أو لكميّات عالية من الإنزيم النشط، يمكن تحضير الميكروسومات من خلايا حشرات الحشد الخريفيّة أو في الخميرة بواسطة التعبير غير المتجانس. كما يمكن أيضًا التعبير عن البروتينات الكاملة أو المقطوعة في الإشريكية القولونية. لذلك، تعتبر الميكروسومات أداة قيّمة للتحقيق في استقلاب المركبات (تثبيط الإنزيم والتّطهير وتحديد المستقلب) وفحص التّفاعلات بين الأدوية والعقاقير عن طريق البحث في المختبر. غالبًا ما يختار الباحثون الكثير من الميكروسوم بناءً على مستوى نشاط الإنزيم في مجموعة سيتوكرومات بي450 المحدّدة. تتوفّر بعض المجموعات لدراسة مجموعات سكانيّة محدّدة (على سبيل المثال: ميكروسومات الرئة من المدخنين أو غير المدخنين) أو مقسّمة إلى تصنيفات لتلبية مستويات نشاط سيتوكرومات بي450 المستهدفة لدراسات التّثبيط والتّمثيل الغذائي.
يستخدم الباحثون الميكروسومات لتقليد نشاط الشبكة الإندوبلازميّة في أنبوب اختبار وإجراء التجارب التي تتطلّب تخليق البروتين على الغشاء؛ وهذا يوفّر طريقة للعلماء لمعرفة كيفيّة صنع البروتينات في الشبكة الإندوبلازميّة في الخليّة عن طريق إعادة تشكيل العمليّة في أنبوب اختبار.

## وصلات خارجية
{{{1}}} في المكتبة الوطنية الأمريكية للطب نظام فهرسة المواضيع الطبية (MeSH).